# Popelka (film, 2011)
Popelka je německá verze pohádky o Popelce z roku 2011, režírovaná Uwem Jansonem. Pohádka je součástí cyklu pohádek Sechs auf einen Streich.

## Děj
Popelka slouží svojí nevlastní matce a nevlastní sestře Annabelle na jejich zemědělské usedlosti. Jediným jejím přítelem je bílý holoubek. Jednoho dne, když je celá umazaná, potká v lese neznámého lovce. Popelka neví, že je to princ Viktor. Protože Viktor dostal od otce příkaz oženit se, uspořádá ples, na který pozval všechny dívky z království. Na ples jdou pouze Popelčina macecha a nevlastní sestra, protože Popelka nemá šaty. Ty jí ale přičaruje holoubek. Přičaruje jí také bílého koně, ale Popelka se musí do půlnoci vrátit domů.
Popelka tedy přijde na ples, kde tancuje s princem Viktorem. Na plese jí ale poznají macecha s nevlastní sestrou. Popelka se před nimi snaží utéct, ale macecha s nevlastní sestrou ji dostihnou a hodí do vodního příkopu před královským zámkem. Přitom Popelka ztratí střevíček, který princ Viktor později najde. Popelka se smutná vrací domů pěšky, a protože už uplynula určená hodina, kouzlem zmizí Popelčiny šaty a Popelka je oblečená ve starém oblečení.
Princ Viktor projíždí království a zkouší střevíček všem dívkám. Dostane se až k zemědělské usedlosti Popelčiny macechy. Popelčina macecha si od prince střevíček vypůjčí a zkouší ho nasadit Annabelle. Protože střevíček je jí malý, macecha Annabelle usekne palec, aby se do střevíčku vešla. Když macecha s Annabellou vychází ven, Annabella má střevíček nasazený, ale holoubek princovi našeptá, aby zkusil Annabelle střevíček sundat. Princ tak uvidí zkrvavenou ponožku a pochopí, že Annabelle střevíček nepasoval. Pak se objeví Popelka, které střevíček padne a princ Viktor ji požádá o ruku. Popelka poprosí prince Viktora, zda na zámek může s sebou vzít všechny čeledíny a děvečky z macešiny zemědělské usedlosti, v čemž jí princ Viktor vyhoví a čímž rozzlobí svojí macechu.

## Obsazení
| Aylin Tezel         | Popelka                               |
| Florian Bartholomäi | princ Viktor                          |
| Barbara Auer        | macecha                               |
| Pheline Roggan      | Annabella, nevlastní Popelčina sestra |
| Harald Krassnitzer  | král Klemens                          |
| Anna Brüggemann     | služebná Johanna                      |
| Axel Siefer         | čeledín Benno                         |
| Patrick Joswig      | čeledín Rothaariger                   |
| Martin Greif        | královský posel                       |
| Lucas Janson        |                                       |
| Mario Irrek         |                                       |
| Günter Fleck        |                                       |